# Koktepe
Koktepe ou Kok Tepe est un site archéologique ouzbek, situé à environ 30 km de Samarcande. Contrairement à cette dernière, le site de Koktepe n'a guère été habité après l'Antiquité. Le site est fouillé depuis 1994 par la MAFOUZ, Mission archéologique franco-ouzbèke de Sogdiane. Le site a livré en particulier une sépulture d'une princesse sarmate du Ier siècle ap. J.-C.